# Jules Albert Wijdenbosch

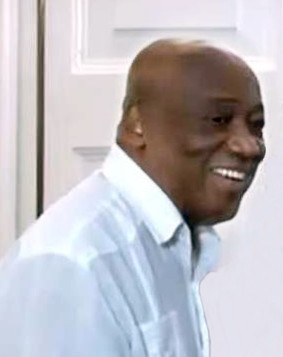
Jules Wijdenbosch (2017)

Jules Albert Wijdenbosch (* 2. Mai 1941 in Paramaribo, Suriname; † 30. April 2025 ebenda) war ein surinamischer Politikwissenschaftler und Politiker; er war Premier und Staatspräsident der Republik Suriname.

## Leben
Wijdenbosch studierte Politikwissenschaften und Verwaltungswirtschaft an der Universität Amsterdam. Danach war er Rechtsanwalt in Amsterdam. Nach seiner Rückkehr nach Suriname wandte er sich der Politik zu und war vom 12. Februar 1987 bis zum 25. Januar 1988 zum ersten Mal Premierminister seines Landes.
Nach dem sogenannten Telefoncoup am 24. Dezember 1990 durch Militärs unter dem Befehlshaber Desi Bouterse war er vom 7. Januar 1991 bis zum 16. September 1991 Vize-Präsident des Landes.
Nach den Parlamentswahlen 1996 löste er vom 14. September 1996 bis zum 12. August 2000 Ronald Venetiaan im Amt des Präsidenten ab. Das vorzeitige Ende seiner Amtszeit war in den immer weiter steigenden Staatsschulden zu suchen und dem Vorwurf privater finanzieller Zuwendungen durch die Zentralbank von Suriname. Seiner Beliebtheit beim Volk, auch durch den Beschluss zum Bau der ersten und einzigen Brücke über den Suriname in Paramaribo, tat dies keinen Abbruch.